# Kút
Kút je přírodní rezervace v oblasti TANAP.
Nachází se v katastrálním území obcí Huncovce a Malý Slavkov v okrese Kežmarok v Prešovském kraji. Území bylo vyhlášeno či novelizováno v roce 1991 na rozloze 11,22 ha. Ochranné pásmo nebylo stanoveno.